# Carolinas
Carolinas (tiếng La Tinh: Carolus) là thuật ngữ dùng để chỉ lãnh thổ của 2 tiểu bang Bắc Carolina và Nam Carolina của Hoa Kỳ. Nó giáp Virginia ở phía Bắc, Tennessee ở phía Tây, Georgia ở phía Tây Nam, và Đại Tây Dương nằm ở phía Đông.
Carolinas có tổng dân số là 15.557.813 vào năm 2020. Nếu Carolinas là một tiểu bang thống nhất của Hoa Kỳ, thì đây sẽ là tiểu bang đông dân thứ 5, sau California, Texas , Florida và New York.
Carolinas được gọi là Tỉnh Carolina trong thời kỳ đầu thuộc địa của Mỹ, từ 1663 đến 1712. Trước đó, vùng đất này được coi là một phần của Thuộc địa Virginia, từ 1609 đến 1663. Tỉnh này được đặt tên là Carolina để vinh danh Vua Charles I của Anh. Carolina (Carolus) được lấy từ tiếng La Tinh có nghĩa là "Charles".